# James Gascoyne-Cecil, 2. Marquess of Salisbury

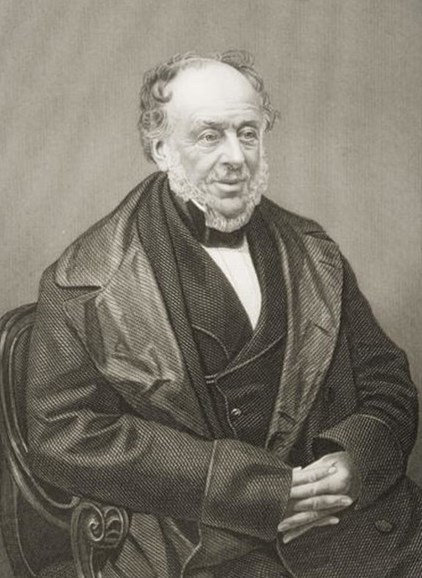
James Gascoyne-Cecil, 2. Marquess of Salisbury, 1859

James Brownlow William Gascoyne-Cecil, 2. Marquess of Salisbury KG PC (geborener Cecil, * 17. April 1791 in London; † 12. April 1868 ebenda) war ein britischer Politiker und Peer.
Er war der Vater des späteren dreimaligen Premierminister Robert Gascoyne-Cecil, 3. Marquess of Salisbury und Großvater des späteren Premierministers Arthur James Balfour, 1. Earl of Balfour.

## Herkunft und Ausbildung
Salisbury war Sohn von James Cecil, 1. Marquess of Salisbury und Lady Emily Mary Hill, Tochter von Wills Hill, 1. Marquess of Downshire. Als Heir apparent seines Vaters führte er bis 1823 den Höflichkeitstitel Viscount Cranborne. 
Er wurde am Eton College ausgebildet und schloss 1813 dann am Christ Church College der Universität Oxford ein Studium mit dem Master of Arts ab.

## Politische Karriere
Salisbury wurde 1813 Abgeordneter für Weymouth and Melcombe Regis im House of Commons und von 1817 bis 1823 für Hertford. Von 1818 bis 1827 war er Commissioner für Indienangelegenheiten.
Am 22. März 1821 änderte er als Generalerbe seines Schwiegervaters seinen Familiennamen mit Royal Licence von „Cecil“ zu „Gascoyne-Cecil“ und nahm dessen Familienwappen in seines auf. 1823 erbte er beim Tod seines Vaters dessen Adelstitel als Marquess of Salisbury, wurde dadurch Mitglied im House of Lords und schied aus dem House of Commons aus.
1826 wurde er Doctor of Civil Law und Mitglied des Privy Council. In der Regierung von Edward Smith-Stanley, 14. Earl of Derby war er 1852 bis 1853 Lordsiegelbewahrer und danach zwischen 1858 und 1859 Lord President of the Council. 1842 wurde er als Knight Companion in den Hosenbandorden aufgenommen.
Zwischen 1841 und 1868 war er Lord Lieutenant von Middlesex.

## Familie
Lord Salisbury war zweimal verheiratet. In erster Ehe heiratete er am 2. Februar 1821 mit Frances Mary Gascoyne (1802–1839), Tochter und Erbin von Bamber Gascoyne, Gutsherr von Childwall Hall in Lancashire, und seiner Frau Sarah Bridget Frances Price. Sie hatten sechs gemeinsame Kinder:
- James Emilius William Evelyn Gascoyne-Cecil, Viscount Cranborne (1821–1865), starb unverheiratet;
- Lady Mildred Arabella Charlotte Gascoyne-Cecil (1822–1881), ⚭ Alexander Beresford-Hope;
- Lord Arthur Gascoyne-Cecil (1823–1825);
- Lady Blanche Mary Harriet (1825–1872), ⚭ James Maitland Balfour; Mutter des Premierministers Arthur James Balfour, 1. Earl of Balfour;
- Robert Arthur Talbot Gascoyne-Cecil, 3. Marquess of Salisbury (1830–1903), dreimal Premierminister des Vereinigten Königreiches, ⚭ Georgina Alderson;
- Lord Eustace Brownlow Henry Gascoyne-Cecil (1834–1921), Lieutenant-Colonel der British Army, ⚭ Lady Gertrude Louisa Scott.

In zweiter Ehe heiratete er am 29. April 1847 Lady Mary Catherine Sackville-West (1824–1900), Tochter von George Sackville-West, 5. Earl De La Warr, und seiner Frau Elizabeth Sackville-West, 1. Baroness Buckhurst. Sie hatten fünf Kinder:
- Lord Sackville Arthur Cecil (1848–1898), starb unverheiratet;
- Lady Mary Arabella Arthur Cecil (1850–1903), ⚭ Alan Stewart, 10. Earl of Galloway;
- Lady Margaret Elizabeth Cecil (1850–1919), starb unverheiratet;
- Lord Arthur Cecil (1851–1913), ⚭ (1) Elizabeth Ann Wilson, ⚭ (2) Frederica von Klenck, Tochter des Diplomaten Baron Otto von Klenck, aus Gmunden, und seiner britischen Ehefrau;
- Lord Lionel Cecil (1853–1901), Lieutenant-Colonel der British Army, starb unverheiratet.

Lord Salisbury starb 1868 und sein dritter und ältester überlebender Sohn folgte ihn als Marquess nach.